# Koolhoven
La Koolhoven è stata un'impresa olandese specializzata nella produzione di aerei che prese il nome dal suo fondatore, Frederick Koolhoven, detto 'Frits'.
Nel periodo precedente alla seconda guerra mondiale, l'azienda fu la seconda più grande casa produttrice di aerei olandese dopo la Fokker arrivando ad impiegare fino a 1200 lavoratori.

## Storia
Nel 1920, il progettista di aerei Frederick 'Frits' Koolhoven fece ritorno dal Regno Unito ai suoi nativi Paesi Bassi. 
Gli anni del dopoguerra non erano stati fortunati per lui: la British Aerial Transport Company per la quale era stato capo progettista era fallita e tutti gli altri produttori stavano lottando per la sopravvivenza.
Koolhoven sperava che si sarebbe trovato meglio nei Paesi Bassi. Eppure, anche lì ebbe modo di constatare che, mentre la nuova compagnia aerea olandese KLM era in forte espansione, il mercato era stato quasi completamente monopolizzato dalla Fokker.
Senza molte altre opzioni Koolhoven trovò lavoro come ingegnere automobilistico per la fabbrica di automobili Spyker.
Nel 1921, la sua sorte cominciò a cambiare quando un gruppo di imprenditori fondò la NVI (Nationale Vliegtuig Industrie, industria aeronautica nazionale) e lo assunse come capo progettista.
I tempi tuttavia non erano ancora maturi perché potesse affermarsi un secondo produttore di aerei olandese e l'azienda continuò a presentare progetti tecnicamente avanzati, che attirarono l'attenzione di tutto il mondo, ma che praticamente rimasero senza ordini. 
La NVI, Nationale Vliegtuig Industrie, visse solo quattro anni.
Alla scomparsa della N.V.I., Koolhoven aveva raggiunto una competenza tecnica e una conoscenza del mondo degli affari sufficiente a convincere molti degli ex azionisti NVI che la società avrebbe potuto ancora essere vitale, se solo egli avesse avuto il controllo completo delle operazioni. Ottenuto l'accordo degli azionisti, mentre la NVI veniva sciolta, le sue strutture furono quasi immediatamente rilevate dalla nuova società, la Nationale Koolhoven Vliegtuigen.
Per i primi cinque anni, dal 1925 al 1930, l'azienda riuscì a rimanere a galla costruendo singoli aerei su ordinazione, ma lentamente cominciò a cercare di espandersi nel settore aereo privato e nel mercato militare. 
Nel 1930, la società finalmente trovò il successo con l'F.K. 41, monoplano da turismo ad ala alta. 
Anche se la Koolhoven costruì direttamente solo 7 F.K 41, l'aereo fu costruito su licenza in Inghilterra come Mk.I Desoutter e successivamente in una versione migliorata, Mk.II.
Nel 1933 si aprì per la Koolhoven il mercato degli aerei militari, con l'adozione da parte dell'Aeronautica Militare olandese così come di quella di diversi altri paesi, di aerei da addestramento e da ricognizione di sua produzione fra i quali il Koolhoven F.K 51 che fu adottato anche dalla Spagna repubblicana.
Nel 1938, con la guerra incombente, il portafoglio ordini della società continuò a crescere tanto che, nel medesimo anno, la fabbrica Koolhoven a Waalhaven (presso Rotterdam) vantava una superficie coperta di 8.000 metri quadrati e 1.200 dipendenti.
La fine arrivò il 10 maggio 1940. 
Nelle prime ore della Blitzkrieg, la guerra lampo tedesca di invasione dei Paesi Bassi, la Luftwaffe decise di distruggere quanto più possibile della forza aerea olandese a terra. 
La mattina di quel giorno, un numero imponente di bombardieri tedeschi apparve su Waalhaven e distrusse quasi completamente il campo d'aviazione e le strutture circostanti, fra le quali la fabbrica Koolhoven che in poche ore fu ridotta ad un cumulo di macerie; anche tutti i disegni, modelli e progetti Koolhoven furono distrutti. 
Ancora oggi, le uniche foto rimanenti degli aerei Koolhoven sono ritagli di giornale e foto private.
Frederick Koolhoven morì d'una emorragia cerebrale il 1º luglio 1946.
La sua azienda, pur senza mezzi di produzione, continuò ad esistere. 
Nel corso dei successivi dieci anni furono fatti vari tentativi per avviare nuovi progetti, ma a parte la costruzione del prototipo di due alianti, nulla si concretizzò e nel 1956 la Nationale Koolhoven Vliegtuigen chiuse e fu messa in liquidazione.